# Lewis Pullman
Lewis James Pullman (Los Angeles, 29 gennaio 1993) è un attore statunitense.

## Biografia
Lewis James Pullman è nato a Los Angeles ed è figlio dell'attore Bill Pullman e della ballerina Tamara Hurwitz. Ha una sorella, Maesa, che è una cantautrice, e un fratello, Jack, che è un burattinaio. 
Pullman suona la batteria nella band Atta Boy insieme a Eden Brolin, Freddy Reish e Dashel Thompson. 
I suoi primi ruoli di maggior rilievo sono nei film The Strangers: Prey at Night e 7 sconosciuti a El Royale, nei quali ha interpretato il ruolo di protagonista. Nel 2022 interpreta il problematico cowboy Rhett Abbott nella serie tv fantascientifica  Outer Range, serie attualmente in lavorazione anche per la seconda stagione. Il successo che lo consacra come attore avviene nel medesimo anno nel ruolo del timido tenente Robert 'Bob' Floyd in Top Gun: Maverick, sequel dell'omonimo film, dove recita al fianco di Tom Cruise. Altri film che lo vedono protagonista sono Press Play - La musica della nostra vita e The Starling Girl. Nel 2023 è uscita la serie tv Lezioni di chimica che lo vede protagonista nel ruolo di chimico assieme a Brie Larson. Acquisisce ulteriore fama mondiale interpretando il supereroe Sentry nei film del Marvel Cinematic Universe Thunderbolts* (2025) e Avengers: Doomsday (2026).

## Filmografia

### Cinema
- The Ballad of Lefty Brown, regia di Jared Moshe (2017)
- Charley Thompson (Lean on Pete), regia di Andrew Haigh (2017)
- La battaglia dei sessi (Battle of the Sexes), regia di Jonathan Dayton e Valerie Faris (2017)
- Aftermath - La vendetta (Aftermath), regia di Elliott Lester (2017)
- The Strangers: Prey at Night, regia di Johannes Roberts (2018)
- 7 sconosciuti a El Royale (Bad Times at the El Royale), regia di Drew Goddard (2018)
- La prova del serpente (Them That Follow), regia di Britt Poulton e Dan Madison Savage (2019)
- Pink Skies Ahead, regia di Kelly Oxford (2020)
- Top Gun: Maverick, regia di Joseph Kosinski (2022)
- Press Play - La musica della nostra vita, regia di Greg Björkman (2022)
- The Line, regia di Ethan Berger (2023)
- The Starling Girl, regia di Laurel Parmet (2023)
- Water Rises, regia di Wyatt Winborne (2023)
- Le notti di Salem (Salem's Lot), regia di Gary Dauberman (2024)
- Thunderbolts*, regia di Jake Schreier (2025)

### Televisione
- Catch-22 – miniserie TV, 4 puntate (2019)
- Outer Range – serie TV, 14 episodi (2022-2024)
- L'ammutinamento del Caine - Corte marziale (The Caine Mutiny Court-Martial), regia di William Friedkin – film TV (2023)
- Lezioni di chimica (Lessons in Chemistry) – miniserie TV, 8 puntate (2023)

## Doppiatori italiani
Nelle versioni in italiano delle opere in cui ha recitato, Lewis Pullman è stato doppiato da:
- Mirko Cannella in 7 sconosciuti a El Royale, Catch-22, The Starling Girl, L'ammutinamento del Caine - Corte marziale
- Manuel Meli in The Strangers: Prey at Night, Top Gun: Maverick, Skincare
- Massimo Bitossi in Charley Thompson
- Daniele Giuliani in La battaglia dei sessi
- Stefano De Filippis in Aftermath - La vendetta
- Andrea Oldani in La prova del serpente
- Angelo Evangelista in Press Play - La musica della nostra vita
- Daniel Magni in Outer Range
- Jacopo Venturiero in Lezioni di chimica
- Alessandro Campaiola in Le notti di Salem
- Pasquale Severino in Thunderbolts*